# Jouxtens-Mézery
Jouxtens-Mézery – miejscowość i gmina (commune) w zachodniej Szwajcarii, w kantonie Vaud, w okręgu (district) Lozanna.

## Demografia
W Jouxtens-Mézery mieszka 1768 osób. W 2021 roku 20% populacji gminy stanowiły osoby urodzone poza Szwajcarią.

## Transport
Przez teren gminy przebiegają autostrada A9 oraz droga główna nr 5.